# Roberto de Sauget
Roberto de Sauget (Monteleone Calabro, 3 aprile 1786 – Napoli, 21 febbraio 1872) è stato un politico e militare italiano.

## Biografia
Proveniente da una nobile famiglia del Regno di Napoli ma originaria della Francia, Roberto de Sauget nacque a Monteleone Calabro il 3 aprile 1786. Intrapresa la carriera militare, egli frequentò l'Accademia degli Ufficiali del Genio dell'esercito borbonico e nel 1812 fu promosso capitano. Nel 1820, la Sicilia insorse contro il governo del regno delle Due Sicilie, e Sauget fu scelto quale capo di stato maggiore del generale Florestano Pepe, inviato a riconquistare l'isola. Nel 1826 nominato colonnello, comandò il reggimento Real Napoli.
Fu Direttore dell'Ufficio topografico di Napoli.
Nel 1831 fu promosso brigadiere generale e nel 1835 divenne comandante della piazza di Nocera del Regno delle Due Sicilie, e raggiunse il grado di maresciallo di campo nel 1840. 
Con lo scoppio delle rivoluzioni nazionali, ottenne nel gennaio 1848 comandò della spedizione contro la Sicilia insorta, ma fu un insuccesso.
Dal febbraio al maggio del 1848 ebbe l'incarico di Comandante superiore delle Guardie nazionali nell'ambito del Governo provvisorio di Napoli.  Solo con la morte di Ferdinando II Sauget fu promosso, nel giugno 1859, tenente generale. Rifiutata durante l'Impresa dei Mille nel giugno 1860  la carica offerta da Francesco II di ministro della Guerra, con l'arrivo di Garibaldi a Napoli fu comandante della guardia nazionale nelle Province napoletane.
Votata la propria causa a quella piemontese, entrò nelle file del Regio esercito italiano e nel dicembre del 1860 fu nominato presidente della commissione mista piemontese-napoletana per la valutazione degli ufficiali ex borbonici. Nel 1862 venne nominato Generale d'armata e posto in congedo.
Nel 1861 venne nominato da re Vittorio Emanuele II di Savoia Senatore del Regno e venne insignito del collare dell'Ordine Supremo della Santissima Annunziata. De Sauget, il cui figlio Guglielmo de Sauget, nato dal suo matrimonio con la nobildonna Teresa Diaz, fu a sua volta senatore del regno d'Italia, si spense a Napoli nel 1872.